# Zair (prowincja)
Zair – jedna z 18 prowincji Angoli, znajdująca się w północno-zachodniej części kraju, nad Oceanem Atlantyckim. Sąsiaduje od północy z Demokratyczną Republiką Konga, na wschodzie z Uíge i od południa z Bengo. Zamieszkana głównie przez lud Bakongo. 
Podstawą gospodarki jest rolnictwo, górnictwo i rybołówstwo. Prowincja znana jest z wydobywania ropy naftowej. 

## Podział administracyjny
W skład prowincji wchodzi 6 hrabstw:
| - M’banza-Kongo - Soyo - N'Zeto - Cuimba - Noqui - Tomboco |